# Fritz Willis
Fritz Willis, född 1907, död 13 januari 1979, var en amerikansk pinup- och reklamkonstnär. Han utförde reklamannonser för bland andra Pepsi, Max Factor och Sunkist.